# Vládci kouzel
Vládci kouzel (anglicky Spellbinder, polsky Dwa światy) je dobrodružný sci-fi televizní seriál australsko-polského původu pro děti a mládež.

## Děj
Skupina studentů se vydá v rámci školního projektu trávit víkend v kempu v buši. Paul Reynolds se svým kamarádem Alexem se pokusí vystrašit děvčata, ale technickým omylem a souhrou náhod se mu podaří otevřít "bránu" do paralelního světa. Touto bránou projde a ta se uzavře. Paul se tak ocitá ve světě, který je odlišný od našeho. Obyčejní lidé žijí v malých osadách, obživu hledají v obdělávání půdy a směnném obchodu. U moci jsou Vládci kouzel, kteří lid drží zákony od vynalézání nových věcí. Kdo zákon poruší nebo se vládcům zprotiví je nemilosrdně vyhnán do pustin. Vládci kouzel využívají magické obleky, které jim umožňují vrhat elektromagnetické náboje a ovládat létající stroje. Ke komunikaci využívají Okomluv, což je obdoba vysílaček. Vládci kouzel střeží technologická tajemství před prostými lidmi a udržují je ve strachu a upevňují tak svou pozici.
Paul potkává místní dívku Rianu, která mu pomáhá chápat zdejší poměry a snaží se mu pomoci vrátit se zpátky domů. V naší realitě po Paulovi marně pátrá policie, ale jediní, kteří mu mohou pomoci, jsou jeho spolužáci.

## Obsazení
- Paul Reynolds (Zbych Trofimiuk)

Teenager ze Sydney. Jeho život byl normální do doby, než se při nepovedeném vtípku dostane do světa Vládců kouzel. Ze začátku si nebyl jistý jak reagovat na nový svět, ale brzy se mu přizpůsobil a byl schopen odhalit spiknutí Ashky.
- Riana (Gosia Piotrowska)

I přes neslavný začátek se rychle stane Paulovou přítelkyní. Vyzná se ve světě Vládců kouzel a má dobré dovednosti pro přežití. V našem světě je představena jako "Paulova sestřenice z Islandu". Své schopnosti použije na pomoc nově nabytým přátelům. Nakonec se stane Correonovým učněm.
- Alex Katsonis (Brian Rooney)

Paulův nejlepší přítel, který zná pravdu o tom, co se Paulovi stalo a snaží se mu ze všech sil pomoci. V průběhu seriálu se mezi ním a jeho spolužačkou Katrinou vyvine kamarádský vztah, i když jsou oba tak rozdílní, jak je to jen možné.
- Katrina Muggleton (Michela Noonan)

Je vychovávána přísnými rodiči a ve škole je velmi chytrá, ale má tendence k důvěřivosti. Zjistí, že vysílačkami mohou komunikovat se světem Vládců kouzel a přispěje Paulovi na pomoc. Je ale oklamána Ashkou a pomáhá jí poznávat náš svět a poskytuje jí informace o různých vynálezech (hlavně zbraních).
- Ashka (Heather Mitchell)

Vládkyně kouzel, která chce vládnout sama celému jejich světu. Když je Paul na hradě Vládců kouzel, snaží se různými triky z něj dostat jak se vyrábí střelný prach. V našem světě zjišťuje informace o vynálezech, které by jí mohly pomoci k vládě. Spolu s Paulovým otcem vyvinou novou verzi "magického obleku".
- Correon (Krzysztof Kumor)

Vládce kouzel a vyšší regent. Když se setká s Rianou, která mu ukáže technologii Paulova světa, rozhodne se Paulovi pomoci. Najde staré spisy Vládců kouzel, ze kterých zjistí, že oni přivedli svět na pokraj záhuby a způsobili úpadek znalostí současných Vládců kouzel. Před ostatními Vládci nazve Ashku lhářkou a ta ho vyzve na souboj, při kterém Correon v poškozeném obleku prohraje a je vyhnán do pustin. Zde se setkává se "záškodníky" a poznává je a jejich život. Po pádu Ashky jim pomáhá stavět vesnice a sblížit záškodníky s ostatními obyvateli jeho světa.

## Seznam dílů
| Č. v seriálu | Český název              | Původní název                | Autor scénáře                | Režisér    | Původní uvedení  |
| ------------ | ------------------------ | ---------------------------- | ---------------------------- | ---------- | ---------------- |
| 1            | Velký třesk              | The Big Bang                 | Mark Shirrefs / John Thomson | Noel Price | 9. ledna 1995    |
| 2            | Kde jsem                 | Where Am I                   | Mark Shirrefs / John Thomson | Noel Price | 16. ledna 1995   |
| 3            | Hledání cesty domů       | Finding the Way Home         | Mark Shirrefs / John Thomson | Noel Price | 23. ledna 1995   |
| 4            | To není kouzlo, ale věda | It Isn't Magic, It's Science | Mark Shirrefs / John Thomson | Noel Price | 30. ledna 1995   |
| 5            | Tajemství                | Secrets                      | Mark Shirrefs / John Thomson | Noel Price | 6. února 1995    |
| 6            | Ukaž mi tvůj svět        | Show Me Your World           | Mark Shirrefs / John Thomson | Noel Price | 13. února 1995   |
| 7            | Využití střelného prachu | The Gunpowder Plot           | Mark Shirrefs / John Thomson | Noel Price | 20. února 1995   |
| 8            | Tajemství Vládců kouzel  | Secrets of the Spellbinders  | Mark Shirrefs / John Thomson | Noel Price | 27. února 1995   |
| 9            | Labyrint                 | The Labyrinth                | Mark Shirrefs / John Thomson | Noel Price | 6. března 1995   |
| 10           | Zoufalá opatření         | Desperate Measures           | Mark Shirrefs / John Thomson | Noel Price | 13. března 1995  |
| 11           | Zdroj síly               | The Center of Power          | Mark Shirrefs / John Thomson | Noel Price | 20. března 1995  |
| 12           | Vládce kouzel Jack       | Spellbinder Jack             | Mark Shirrefs / John Thomson | Noel Price | 27. března 1995  |
| 13           | Poslední výzva           | The Final Challenge          | Mark Shirrefs / John Thomson | Noel Price | 4. dubna 1995    |
| 14           | Ztracený a nalezený      | Lost and Found               | Mark Shirrefs / John Thomson | Noel Price | 11. dubna 1995   |
| 15           | Hospitalizace            | Hospitality                  | Mark Shirrefs / John Thomson | Noel Price | 18. dubna 1995   |
| 16           | Útěk                     | Breakout                     | Mark Shirrefs / John Thomson | Noel Price | 25. dubna 1995   |
| 17           | Trojský karamelový vozík | The Trojan Toffee Trolley    | Mark Shirrefs / John Thomson | Noel Price | 2. května 1995   |
| 18           | Běh                      | Run!                         | Mark Shirrefs / John Thomson | Noel Price | 9. května 1995   |
| 19           | Opětovná shledání        | Reunions                     | Mark Shirrefs / John Thomson | Noel Price | 16. května 1995  |
| 20           | Invaze vetřelce          | Alien Invasion               | Mark Shirrefs / John Thomson | Noel Price | 23. května 1995  |
| 21           | Hon na Ashku             | Hunt for Ashka               | Mark Shirrefs / John Thomson | Noel Price | 30. května 1995  |
| 22           | Okolní blázniviny        | Clowning Around              | Mark Shirrefs / John Thomson | Noel Price | 6. června 1995   |
| 23           | Superoblek               | High Tech Power Suit         | Mark Shirrefs / John Thomson | Noel Price | 13. června 1995  |
| 24           | Vládce kouzel v domě     | A Spellbinder In the House   | Mark Shirrefs / John Thomson | Noel Price | 20. června 1995  |
| 25           | Snídaně šampionů         | Breakfast of Champions       | Mark Shirrefs / John Thomson | Noel Price | 27. června 1995  |
| 26           | Let                      | Flight                       | Mark Shirrefs / John Thomson | Noel Price | 4. července 1995 |